# Chris Hughes
Chris Hughes (Hickory, 26 de novembro de 1983) é um empresário norte-americano, que cofundou e atuou como porta-voz do diretório on-line da rede social e site de relacionamento Facebook, com os colegas de quarto de Harvard: Mark Zuckerberg, Dustin Moskovitz e Eduardo Saverin. Foi proprietário da revista The New Republic, de 2012–2016.

## Vida pessoal
Em 2009, Hughes participou do jantar do presidente Barack Obama com seu atual marido Sean Eldridge, diretor político da Freedom to Marry. Hughes e Eldridge tinham anunciado o noivado no começo de 2011.

## Representações na mídia

### Rede Social
No filme A Rede Social, Chris é interpretado pelo ator Patrick Mapel. A história é centralizada mais em Mark Zuckerberg e Eduardo Saverin, enquanto Hughes não tem muitas falas no longa.